# St. Michael (Donaustauf)

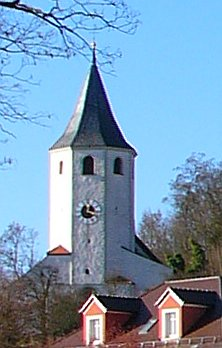
St. Michael in Donaustauf

St. Michael ist eine denkmalgeschützte römisch-katholische Pfarrkirche im Albertus-Magnus-Weg 5 im Markt Donaustauf im Landkreis Regensburg (Bayern).

## Architektur
Die Kirche ist eine Chorturmkirche mit achteckigem Turm mit Zeltdach. Sie wurde, nachdem die Vorgängerkirche bei einem Brand zerstört wurde, 1724 im Barockstil neu errichtet. Der Turm stammt noch aus dem Mittelalter von vor 1388. Abschnitte der Friedhofsmauer sind wohl aus dem 18. Jahrhundert. Seit April 2023 erfolgt eine umfangreiche Renovierung.

## Glocken
Die Glocken bilden ein 4-stimmiges Salve-Regina-Geläute: es′ – g′ – b′ – c″. Die drei größeren Glocken datieren auf das Jahr 1946 und wurden von Karl Hamm in Regensburg gegossen. Die kleine Glocke wurde 1951 von Georg Hofweber in Regensburg gegossen.

## Ehemalige Orgel

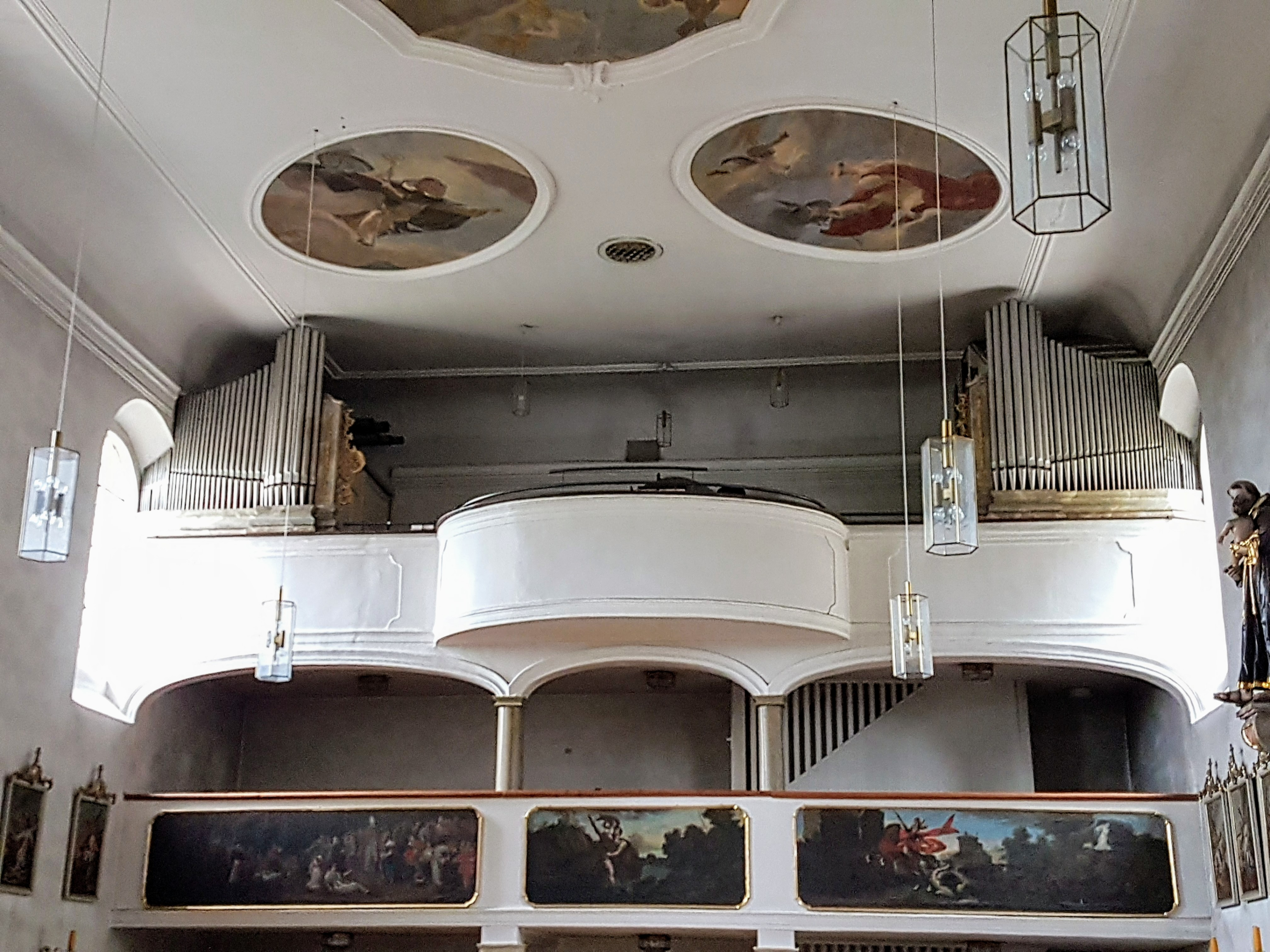
Hirnschrodt-Orgel

Die im Rahmen der Kirchenrenovierung 2023 entfernte Orgel stammte von 1952 und wurde von Eduard Hirnschrodt erbaut. Die 17 Register, welche auf pneumatische Kegelladen standen, waren auf zwei Manuale und Pedal verteilt.
| I Hauptwerk C–g3 |            |       |
| 1.               | Prinzipal  | 8′    |
| 2.               | Salicional | 8′    |
| 3.               | Rohrflöte  | 4′    |
| 4.               | Prästant   | 4′    |
| 5.               | Oktave     | 2′    |
| 6.               | Mixtur III | 1 ⁄3′ |

| II Schwellwerk C–g3 |                 |        |
| 7.                  | Gedackt         | 8′     |
| 8.                  | Ital. Prinzipal | 4′     |
| 9.                  | liebl. Flöte    | 4′     |
| 10.                 | Gemshorn        | 2′     |
| 11.                 | Superquinte     | 1 3⁄5′ |
| 12.                 | Scharff III     | 1′     |
| 13.                 | Oboe            | 8′     |
|                     | Tremulant       |        |

| Pedal C–f1 |            |     |
| 14.        | Subbass    | 16′ |
|            | Zartbass   | 16′ |
| 15.        | Violin     | 16' |
| 16.        | Oktavbass  | 8'  |
| 17.        | Choralbass | 4'  |

- Koppeln: II/I, I/P, II/P

Suboktavkoppel: II/I
Superoktavkoppel: II/I
- Spielhilfen: Feste Kombinationen (P, F, T), Freie Kombination (F, mF), Pedalpiano, Zungenabsteller, Schwellwerktritt